# Sons of Liberty - Ribelli per la libertà
Sons of Liberty - Ribelli per la libertà (Sons of Liberty) è una miniserie televisiva del 2015.
Gli eventi di cui parla la miniserie sono ambientati a Boston (Massachusetts), durante la prima parte della Guerra d'indipendenza americana, con i moti rivoluzionari ed i negoziati del Secondo congresso continentale che portarono alla Dichiarazione d'indipendenza degli Stati Uniti d'America nel 1776.

## Trama
Un gruppo di giovani uomini (Sam Adams e suo cugino John, Paul Revere, John Hancock e Joseph Warren) hanno cambiato il corso della storia e hanno reso l'America una nazione. Facendosi chiamare Sons of Liberty (in italiano Figli della Libertà), questi giovani patrioti contribuirono a fomentare la rivoluzione che portò alla Dichiarazione di Indipendenza degli Stati Uniti nel 1776 e, da ribelli che agivano in segreto, sono diventati gli eroi di un'intera nazione.

## Personaggi ed interpreti

### Personaggi principali
- Samuel "Sam" Adams, interpretato da Ben Barnes, doppiato da Andrea Mete.
- Generale Thomas Gage, interpretato da Marton Csokas, doppiato da Alberto Angrisano.
- Joseph Warren, interpretato da Ryan Eggold, doppiato da David Chevalier.
- Paul Revere, interpretato da Michael Raymond-James, doppiato da Fabrizio Vidale.
- John Hancock, interpretato da Rafe Spall, doppiato da Stefano Crescentini.
- John Adams, interpretato da Henry Thomas, doppiato da Alessio Cigliano.
- George Washington, interpretato da Jason O'Mara, doppiato da Massimo Rossi.
- Benjamin Franklin, interpretato da Dean Norris, doppiato da Marco Mete.
- Margaret Kemble Gage, interpretata da Emily Berrington, doppiata da Benedetta Degli Innocenti.
- Thomas Hutchinson, interpretato da Sean Gilder.
- John Pitcairn, interpretato da Kevin J. Ryan.
- Capitano Thomas Preston, interpretato da Shane Taylor.

### Personaggi secondari
- Jack Bonner, interpretato da Steve Guttenberg.

## Puntate
| nº | Titolo originale | Titolo italiano     | Prima TV USA    | Prima TV Italia |
| -- | ---------------- | ------------------- | --------------- | --------------- |
| 1  | A Dangerous Game | Un gioco pericoloso | 25 gennaio 2015 | 3 marzo 2015    |
| 2  | The Uprising     | La rivolta          | 26 gennaio 2015 | 10 marzo 2015   |
| 3  | Independence     | L'indipendenza      | 27 gennaio 2015 | 17 marzo 2015   |

## Produzione
La produzione della miniserie parte nell'estate del 2014.
Le riprese sono state effettuate interamente in Romania.

### Colonna sonora
Il tema musicale della miniserie è stato composto da Hans Zimmer, mentre la colonna sonora è stata composta da Lorne Balfe.

## Distribuzione
Il primo teaser della miniserie viene diffuso il 1º settembre 2014 durante la miniserie Houdini.
I tre episodi sono andati in onda negli Stati Uniti d'America il 25, 26 e 27 febbraio 2015.